# Terminus
Ein Terminus (auch Fachterminus oder Fachwort, oder der bezeichnete Fachbegriff) ist ein in einer Fachsprache verwendeter Name eines im zugehörigen Fachgebiet definierten Begriffs, oder der damit bezeichnete Fachbegriff selbst.
Weitere Synonyme sind Term und Terminus technicus (lateinisch terminus technicus; Genus m.; Plural Termini technici, kurz Termini).
Ein Fachausdruck ist ein sprachlicher Ausdruck, der in einer Fachsprache verwendet wird und dort eine spezielle Bedeutung besitzt. Fachausdruck gilt gegenüber Fachwort als ein geeigneteres Ersatzwort für Terminus. Denn ein Terminus kann nicht nur in der Form einer Einwortbenennung, sondern auch als Mehrwortbenennung (auch Mehrwortterminus) vorliegen.
Die Menge aller Termini eines Fachgebietes (die Benennungen aller Begriffe) bildet die jeweilige fachspezifische Terminologie (den Fachwortschatz). Mit der Untersuchung und Aufstellung von Terminologien beschäftigt sich die Terminologielehre. Wenn ein Fachwortschatz standardisiert oder normiert ist, spricht man auch von einem Thesaurus oder kontrollierten Vokabular und nennt die darin enthaltenen Termini Deskriptoren.

## Wortherkunft
Das Wort Terminus ist in der Bedeutung „festgelegter Ausdruck, Fachwort“ im Deutschen seit dem 15. Jahrhundert belegt. Es gilt als eine Weiterentwicklung des lateinischen terminus („festgelegter (Grenz-)Punkt“). Die latinisierende Wendung terminus technicus entstand erst im 17. Jahrhundert. Die zusammengesetzte Bildung aus Terminus und -logie zu Terminologie, als „festgelegter Wortschatz“, entwickelte sich im 18. Jahrhundert.

## Abgrenzungen (Definitionen)
Die DIN 2342 (1992:3) Begriffe der Terminologielehre definiert:
„Terminus (auch: Fachwort): Das zusammengehörige Paar aus einem Begriff und seiner Benennung als Element einer Terminologie.“
Als Begriff definiert die DIN 2342 (1992:1):
„Denkeinheit, die aus einer Menge von Gegenständen unter Ermittlung der diesen Gegenständen gemeinsamen Eigenschaften mittels Abstraktion gebildet wird.“
Als Benennung definiert die DIN 2342 (1992:2):
„Aus einem Wort oder mehreren Wörtern bestehende Bezeichnung.“
Diese Beziehungen zwischen Begriff, Benennung und Gegenstand basieren auf dem Semiotischen Dreieck. Insofern zielt diese Definition darauf, dass unter Terminus nicht nur der sprachliche Ausdruck, sondern auch dessen Bedeutungsinhalt (Begriff) verstanden wird. Demgegenüber definiert ISO 1087-1 (2000:6) term als:
„verbal designation of a general concept in a specific subject field.“
Hier entspricht term der deutschen „Benennung“ und designation der „Bezeichnung“. Diese jeweiligen Normungen sind insofern nicht deckungsgleich, das englische term und das deutsche Terminus nicht äquivalent. Bei der praktischen Beschäftigung mit Terminologien haben diese Unterschiede aber keine große Bedeutung. Allerdings existieren vor diesem Hintergrund vereinfachte Terminus-Definitionen, die Begriff unberücksichtigt lassen:
- „Eine definierte und genormte Benennung.“[6]
- „Eine definierte aber nicht unbedingt genormte Benennung.“[6]
- „Fachausdruck einer Einzelwissenschaft, der in einer theoriegeleiteten Terminologie exakt definiert ist.“[7]